# 2023 en astronomie
| Années de l'astronomie : 2020 - 2021 - 2022 - 2023 - 2024 - 2025 - 2026    |
| Décennies de l'astronomie : 1990 - 2000 - 2010 - 2020 - 2030 - 2040 - 2050 |

## Événements

### Janvier
- 4 janvier : la Terre se trouve à son périhélie[1] à 16 h 17 TU.

### Février
- 1er février : la comète à longue période C/2022 E3 (ZTF) passe au plus près de la Terre[2].
- 13 février : 2023 CX1 se désintègre dans l'atmosphère terrestre, devenant le septième astéroïde découvert avant son impact sur la Terre.

### Mars
- 28 mars : découverte de l'astéroïde 2023 FW13, le quasi-satellite de la Terre le plus stable connu à ce moment-là.

### Mai
- 3 mai et 9 mai : la découverte de 34 nouveaux satellites naturels de Saturne est annoncée, faisant de cette planète la première avec plus de 100 satellites identifiés.

### Juillet
- 5 juillet : Arianespace lance pour la dernière fois son lanceur Ariane 5 depuis le Centre Spatial Guyanais de Kourou, en Guyane française, transportant des satellites militaires français et allemands[3].
- 6 juillet : la Terre se trouve à son aphélie[1] à 20 h 6 TU.

### Août
- 11 août : la sonde Luna 25 à destination de la Lune est lancée.
- 12 août : découverte de la comète C/2023 P1 (Nishimura).

### Octobre
- 13 octobre : La mission Psyché de la NASA est lancée pour explorer l'astéroïde riche en métaux 16 Psyché.

### Décembre
- 8 décembre : La comète de Halley arrive à son aphélie et reprend ensuite son retour vers le Système solaire interne.
- 22 décembre : solstice de décembre, à 3:27 UTC.

## Objets

### Exoplanètes
- 11 janvier : l'exoplanète TOI-700 e est découverte par le satellite TESS (Transiting Exoplanet Survey Satellite) de la NASA[4].
- 12 janvier : l'exoplanète LHS 475 b (en) est confirmée par le télescope spatial James Webb[5],[6].
- 4 février 2023 : la découverte de Wolf 1069 b (en) est rendue publique. Elle a été confirmée par l'Institut Max-Planck d'astronomie de Heidelberg depuis l'Observatoire de Calar Alto[7].
- 6 février 2023 : l'annonce est faite de la découverte par le télescope spatial Kepler de la NASA, par sa mission secondaire K2, et par le satellite TESS de l'exoplanète K2-415 b (en). Teruyuki Hirano du Graduate University for Advanced Studies au Japon, est le premier auteur de l'étude de cette exoplanète. Celle-ci serait une planète tellurique en zone habitable[8].

### Phases de la Lune
Le tableau suivant résume les phases de la Lune pour l'année 2023 :
| #  | Nouvelle lune | Premier quartier | Pleine lune | Dernier quartier |
| -- | ------------- | ---------------- | ----------- | ---------------- |
|    |               |                  | 07/01       | 15/01            |
| 1  | 21/01         | 28/01            | 05/02       | 13/02            |
| 2  | 20/02         | 27/02            | 07/03       | 15/03            |
| 3  | 21/03         | 29/03            | 06/04       | 13/04            |
| 4  | 20/04         | 27/04            | 05/05       | 12/05            |
| 5  | 19/05         | 27/05            | 04/06       | 10/06            |
| 6  | 18/06         | 26/06            | 03/07       | 10/07            |
| 7  | 17/07         | 26/07            | 01/08       | 08/08            |
| 8  | 16/08         | 24/08            | 31/08       | 07/09            |
| 9  | 15/09         | 22/09            | 29/09       | 06/10            |
| 10 | 14/10         | 22/10            | 28/10       | 05/11            |
| 11 | 13/11         | 20/11            | 27/11       | 05/12            |
| 12 | 13/12         | 19/12            | 27/12       |                  |